# MxPx
«MxPx» (изначальное название — Magnified Plaid) — американская панк-рок-группа, которая была создана в 1992 году в городе Бремертон, Вашингтон, США подростками. Группа записала двенадцать студийных альбомов, четыре EP, четыре сборника, один концертный альбом и двадцать синглов. Также MxPx выпустили сборники видеоклипов на VHS и на DVD.

## История
MxPx началась с трех 15-летних парней, назвавших себя Magnified Plaid. Они начали играть музыку, будучи вдохновленными Descendents, NOFX, и другими калифорнийскими панк-рок-группами. Все трое — Майк Эррера, Юрий Рули и Энди Хастед — учились в одной школе и были одноклассниками.
MxPx привлекли внимание лейбла Tooth & Nail Records сыграв для них в 1993 на заднем дворе родительского дома Майка Эрреры, который так много репетировал перед этим, что сорвал голос. Их первый альбом , Pokinatcha (1994), был выпущен когда члены группы ещё учились в школе.
Гитарист Энди Хастед вскоре покинул группу, и его заменил Том Вишневски. MxPx выпустили два следующих альбома у Tooth & Nail, Teenage Politics в 1995, и Life in General в 1996. После этого они заключили контракт с A&M Records. Переиздав альбом Life In General, MxPx записали два следующих альбома, распространявшихся совместно Tooth & Nail и A&M: Slowly Going the Way of the Buffalo в 1998, и The Ever Passing Moment в 2000. В 2003 MxPx разорвали контракт с Tooth & Nail, и свой следующий альбом Before Everything & After в 2003 был выпустили на A&M.
В 2005, MxPx ушли от A&M к SideOneDummy Records, и выпустили свой седьмой альбом Panic. В 2006 MxPx издают альбом Let it Happen deluxe edition — Let it Happen с новыми песнями и одноимённый DVD с видеоклипами.
В релизе 2003 года «Ten Years and Running» буклет содержал список знаменательных дат из жизни группы в первые десять лет её существования. Вот он:
Июнь 30, 1992: Первая репетиция в доме Юрия. Его мама принесла им чипсы и сальсу.
Июль 6, 1992: Первое выступление на заднем дворе Майка. Мы пригласили всех, кого мы знали и Майк сорвал голос из за сильных нагрузок на репетициях. Ему было очень трудно петь.
Октябрь 13-14 1993: Записан демо альбом с четырьмя песнями вместе с Аароном Спринклом (англ. Aaron Sprinkle). Три из них вошли в альбом Pokinatcha («Twisted Words», «Walking Bye», «Too Much Thinking»), и четвёртая «Suggestion Box», вышла на семнадцатом сингле.
Декабрь 4, 1993: Первое выездное выступление. Мы были всего в 5-10 милях от границы штата — так что это почти не считается.
Май 9, 1994: Заключён контракт с Tooth and Nail Records. Мы хотели всего лишь выпустить демозаписи как сингл, но они так понравились лейблу, что вскоре был заключён контракт.
В октябре 2006 года группа выпустила альбом Let’s Rock. В него вошли многие, прежде не издававшиеся песни, акустические демозаписи и т. д.
Почти весь 2007 год группа гастролировала по миру — сначала они заехали в Австралию и Европу, затем в Техас и Мичиган, где выступили в Университетском Центре Северно-Мичиганского Университета вместе с группами Hawk Nelson, The Classic Crime, The Fold, Sullivan, Project 86, и Run Kid Run.
В 2007 году, группа появилась на упаковках газировки чтобы прорекламировать свой новый альбом — Secret Weapon. Также группа вернулась к Tooth and Nail Records.
В настоящий момент, MxPx даёт промотуры для раскрутки своего нового альбома, Secret Weapon. Барабанщик Крис Уилсон (англ. Chris Wilson) заменяет Юрия в некоторых выступлениях, пока он сидит со своей маленькой дочерью.

## Происхождение названия
Сначала, для краткости, группа стала называться M.P., а затем, в результате ошибки Юрия, написавшего на плакате вместо точек литеру «Х» приобрела своё нынешнее имя — MxPx

## Состав
- Майк Эррера (англ. Mike Herrera) — бас-гитара, вокал, клавишные
- Том Вишневски (англ. Tom Wisniewski) — гитара, вокал
- Юрий Рули (англ. Yuri Ruley) — барабаны, вокал

### Выбывшие члены
Энди Хастед (англ. Andy Husted), игравший на гитаре, покинул группу в 1995 ради учёбы в колледже. Его заменил Том Вишневски (англ. Tom Wisniewski).

## Дискография

### Студийные альбомы
- 1994: Pokinatcha
- 1995: Teenage Politics
- 1996: Life in General
- 1998: Slowly Going the Way of the Buffalo
- 2000: The Ever Passing Moment
- 2003: Before Everything & After
- 2005: Panic
- 2007: Secret Weapon
- 2012: Plans Within Plans
- 2018: MxPx
- 2023: Find a Way Home

## Примечательные факты
- Юрий Рули, барабанщик группы — русский, женат на русской девушке
- 19 февраля 2008 года группа выступила в Москве, в клубе «Точка», 20 февраля MxPx выступили в Санкт-Петербурге.
- 20 апреля 2012 года группа выступила в Рыбинске, в клубе «Лабиринт».
- 21 апреля 2012 года группа выступила в Туле, в «Долине Х».
- 22 апреля 2012 года группа выступила в Киеве, в «Xlib Club».